# Sort glente
Sort glente (Milvus migrans) er en meget udbredt, mellemstor rovfugl, der ligner den røde glente. Den sorte glente yngler både i Europa, Afrika, Asien og Australien. I Danmark har den aldrig ynglet, men den er en forholdsvis sjælden besøgende med omkring 70-90 individer set pr år, hovedsageligt på træklokaliteter om foråret. Dens nærmeste ynglepladser ligger i det nordlige Polen og det nordøstlige Tyskland; i 2000-tallet har den desuden etableret sig som ynglefugl i Sverige, men antallet der er stadig meget lille.
Gulnæbbet glente (Milvus aegyptius), som findes i størstedelen af Subsaharisk Afrika og mere lokalt i Mellemøsten, regnes ofte for at være en underart af sort glente; den har et helt gult næb som voksen.